# Días de cine (pel·lícula)
Días de cine és un film espanyol del 2006 dirigit per David Serrano de la Peña. L'argument ronda a l'entorn d'un autor de teatre antifranquista (Alberto San Juan) intenta rodar un drama de denúncia social el 1977, protagonitzat per una folklòrica de capa caiguda i antiga nena prodigi (Nathalie Poza) i produïda per un productor mentider i barrut (Miguel Rellán). La inexperiència, l'ambició, la manca de mitjans i la difícil relació entre el director i la protagonista convertiran el rodatge en una bogeria.